# Garen (draad)

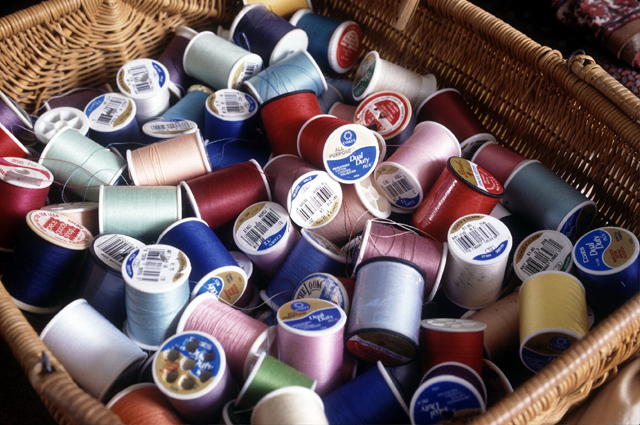
Klossen garen in verschillende kleuren

Garen is een draad die wordt gemaakt door vezels te spinnen of met een spinproces voor filamentgaren. Garen kan worden gemaakt van verschillende typen vezels, bijvoorbeeld katoen, vlas, wol, minerale vezels en synthetische vezels. De dikte van een garen wordt aangegeven met een garennummer. Ook worden natuurlijke vezels gemengd met kunstmatige vezels zoals nylon, polyester of viscose, bijvoorbeeld om sterkere of goedkopere garens te maken.

## Fabricagetechniek
Enkele bekende types gesponnen garen zijn:
- gekaard garen: katoengaren dat via de standaardmethode kaarden, rekken en doubleren, ringspinnen gemaakt is.
- strijkgaren: wolgaren dat via dezelfde route gesponnen is.
- kamgaren: garen dat bovendien gekamd is waardoor de korte vezels verwijderd zijn. Dit garen is gladder en gelijkmatiger.
- open end garen: garen gemaakt via het open end spinproces.

## Toepassingen
- Textiel wordt gemaakt door garen te weven, te breien, te haken of te knopen.
- Touw wordt gemaakt door garen te twijnen, te slaan of te vlechten.
- Met naaigaren kunnen stukken textiel aan elkaar worden genaaid, bijvoorbeeld om kleding te maken.
- Met borduurgaren worden versieringen op textiel of andere ondergronden geborduurd.
- Met alle soorten garens kan kant geklost worden.

## Soorten garens
Naai- en borduurgarens zijn er in veel verschillende soorten, diktes en materialen:
- Lockgaren. Op grote klossen verkrijgbare dun en sterk garen, gebruikt in lockmachines.[1]
- Metaalgaren. Metaalgarens worden gebruikt voor decoratief borduurwerk.[1]
- Nylondraad. Dit is een transparante draad om vrijwel onzichtbare steken te maken.[1]
- Polyesterkatoengaren. Dit garen heeft de sterkte van katoen en de flexibiliteit van polyester, dus een ideaal garen voor algemeen gebruik. Omdat het garen elastisch is, is het ook ideaal voor gebreide stoffen.
- Quiltgaren heeft een waslaag zodat het niet zo snel in de knoop raakt bij de vele kleine steken die met quilten gemaakt moeten worden.[1]
- Rijggaren. Rijggaren worden gebruikt om te rijgen en is doorgaans dun en gemaakt van katoen. Het is zwak en makkelijk af te breken.
- Siergaren. Dit garen wordt gebruikt voor het doorstikken van naden en sierstiksels op zwaardere stoffen, bijvoorbeeld spijkerstoffen. Het garen is dikker dan het normale stikgaren en wordt alleen boven op de machine gebruikt; onderin, op de spoel, gebruikt men dezelfde kleur in garen van normale dikte.
- Splijtzijde. Het tegenwoordig meestal katoenen splijtzijde wordt gebruikt om te borduren.
- Spoelgaren. Dit is een dun en sterk garen, dat op het spoeltje van een naaimachine wordt gebruikt, waarbij de bovendraad dikker is. Het wordt gebruikt om met de naaimachine te borduren.[1]
- IJzergaren. IJzergaren is een zeer sterk garen, oorspronkelijk gemaakt van linnen.
- Zijden garen. Zijden draad is duurder dan normaal garen, maar goed geschikt voor handnaaiwerk aangezien het zacht is en makkelijk in gebruik. Zijden garen wordt ook vaak gebruikt voor sierstiksels.